# 印度国家银行
印度国家銀行（英語：State Bank of India，简称SBI）是印度孟买的一家银行，是全印度最大的银行，最大股东为印度政府。

## 沿革
- 1806年 - 加尔各答銀行（英语：Bank of Calcutta） 設立。
- 1809年 - 改名孟加拉銀行（英語：Bank of Bengal）。
- 1955年 - 国有化，改为現行名称。

## 关联银行
SBI 有七家关联银行：

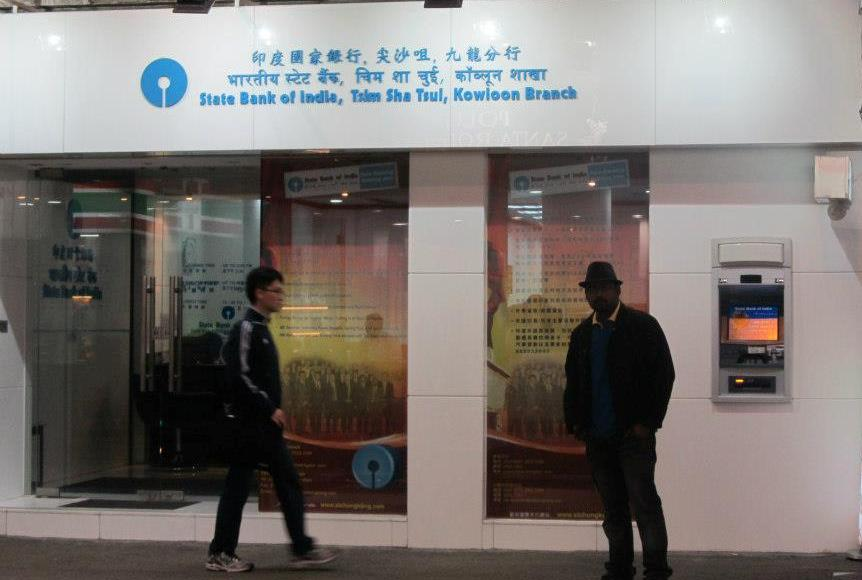
印度国家银行香港尖沙咀九龙分行

- State Bank of Bikaner & Jaipur [2]
- State Bank of Hyderabad
- State Bank of Mysore
- State Bank of Patiala
- State Bank of Travancore
- SState Bank of Saurashtra - 2008 年与 SBI 合并。
- State Bank of Indore - 2010 年与 SBI 合并。

## 脚注
1. 1 2 3 4 5  . CNN.   [2011-10-07]. （原始内容存档于2014-04-16）.
2. ↑  . Rajan Verma. March 30, 2020  [2022-05-08]. （原始内容存档于2022-04-17） （英语）.